# CCBE1
CCBE1‏ (Collagen and calcium binding EGF domains 1) هوَ بروتين يُشَفر بواسطة جين CCBE1 في الإنسان.